# Mytishchi Arena
El Mytishchi Arena (en ruso: Арена Мытищи) es un estadio deportivo multiusos cubierto que se encuentra en Mytishchi, a 5 km (3 millas) de Moscú, Rusia. Suele usarse para acontecimientos como: hockey sobre hielo, patinaje artístico sobre hielo, baloncesto, voleibol, balonmano, tenis, bádminton, fútbol sala, gimnasia artística, gimnasia, danza sobre hielo, baile de salón , lucha libre, halterofilia olímpica, boxeo, conciertos, festivales, exposiciones, conferencias, circos, espectáculos de moda, y otros acontecimientos.
La capacidad del pabellón es de 7000 para hockey sobre hielo, 7280 para baloncesto, y 9000 para boxeo y conciertos.

## Historia
El Mytishchi Arena fue inaugurado el 16 de octubre de 2005. Junto con el Khodynka Arena, se disputaron los campeonatos del Mundo de Hockey sobre Hielo masculinos de 2007. El estadio se ha utilizado como el estadio local del club de la Liga Continental de Hockey rusa, Atlant Moscow Oblast. En 2017, el club de baloncesto Khimki, comenzó a usar el pabellón para sus partidos de la Euroliga 2017-18.